# Anthelidae
Anthelidae es una familia de lepidópteros glosados del clado Ditrysia. Es originario de Australia.

## Subfamilias
Tiene las siguientes subfamilias:
- Anthelinae - Munychryiinae -

### Géneros sin asignar
- Aprosita - Arnissa - Colussa - Corticomis - Darala - Dicreagra - Festra - Newmania - Ommatoptera - Pseudodreata